# يون يونغ إيل
يون يونغ إيل مواليد 23 سبتمبر 1973 في دايغو، هو لاعب كرة مضرب كوري جنوبي سابق بدأ مسيرته كمحترف سنة 1996 وكان يلعب باليد اليمنى. أعلى تصنيف له في الفردي كان المركز الـ 140 في سنة 2000. أعلى تصنيف له في الزوجي كان المركز الـ 188 في سنة 2001. سبق أن شارك في دورة الألعاب الأولمبية الصيفية.

## روابط خارجية
- يون يونغ إيل على موقع رابطة محترفي التنس (الإنجليزية)
- يون يونغ إيل على موقع الاتحاد الدولي لكرة المضرب (الإنجليزية)
- يون يونغ إيل على موقع كأس ديفيز (الإنجليزية)
- يون يونغ إيل على موقع خلاصة التنس.كوم (الإنجليزية)
- يون يونغ إيل على موقع أوليمبيديا (الإنجليزية)